# Luminitza Petre
Luminitza Petre ist eine rumänische Violinistin, Dirigentin und Konzertmeisterin beim Württembergischen Staatsorchester Stuttgart.

## Biographie
Nach Abitur und Hochschulstudium bei Valeriu Rogacev und Cornelia Bronzetti in Bukarest absolvierte  Luminitza Petre Meisterkurse bei Stefan Gheorghiu und Zachar Bron in Wien. Die Dirigenten Carlo Maria Giulini, Michael Gielen, Sir Roger Norrington und Helmut Rilling haben ihre musikalische Entwicklung geprägt. Als Studentin ist sie mit rumänischen Orchestern als Solistin aufgetreten.
Nach einer Lehrtätigkeit als Leiterin einer Violinklasse am Konservatorium Bukarest ist sie Dozentin bei dem Landesjugend Orchester Baden-Württemberg. Ihr Repertoire umfasst die Solokonzerte und Kammermusik von J.S. Bach, über Beethoven, sämtliche Mozart Konzerte bis Prokofiew, Schostakowitsch, Enescu und  zeitgenössische Werke.
Petre belegte Dirigiermeisterkurse bei Jorma Panula (Royal Academy Stockholm), Sir Colin Matters (Royal Academy London), Salvatore Masconde, Wien. Sie hat in Nürnberg, Stuttgart, Heilbronn, im Vogtland, in Moskau sowie in Rumänien – Rundfunk Kammerorchester Bukarest, Oradea Philharmonisches Orchester und in Kronstadt die Oper „Cosi van tutte“ von W.A. Mozart dirigiert. Sie spielt auf eine „Matteo Gofriller“-Violine (Venedig-1690).

## Preise und Auszeichnungen
Luminitza Petre ist Preisträgerin der internationalen Wettbewerbe „Tibor Varga“, „Rodolfo Lipizer“, „Dinu Lipatti“, „George Enescu“. Ihre Doppel-CD mit den Sonaten und Partiten für Violine solo von J. S. Bach wurde für den „Academy Award“ in Tokio 2006 nominiert.

## Diskografie
- Gesamteinspielung von Bachs Sonaten und Partiten für Violine Solo. CD